# Víctor de Xanten
|  | Per a altres significats, vegeu «Sant Víctor». |

Víctor de Xanten (Alt Egipte?, segona meitat del segle iii - Xanten, Alemanya, de 303 o 304) hauria sigut un militar de la Legió Tebana. Convertit al cristianisme, fou mort per la seva fe. És venerat com a sant i màrtir per les confessions cristianes que accepten la veneració de sants.

## Biografia
Víctor hauria sigut un oficial (praefectus cohortis) de la Legió Tebana, composta per cristians de l'Alt Egipte i que fou massacrada als regnats de Dioclecià i Maximià (285-305) a Agaunum (avui Saint-Maurice (Valais, Suïssa), segons narra Euqueri de Lió a mitjan segle v. Víctor s'hauria associat amb Urs de Solothurn i es considera parent de santa Verena.
Va poder escapar de la massacre i va arribar a Castra Vetera, actual Xanten, on va refusar de fer sacrificis als déus pagans i fou portat davant el prefecte, on es proclamà cristià. Fou torturat i fuetejat, però no va voler abjurar i fou mort a l'amfiteatre de la ciutat.

## Veneració
Les seves restes es conserven en un reliquiari a l'altar major de la catedral de Xanten, que li és dedicada. La seva festivitat és el 10 d'octubre.

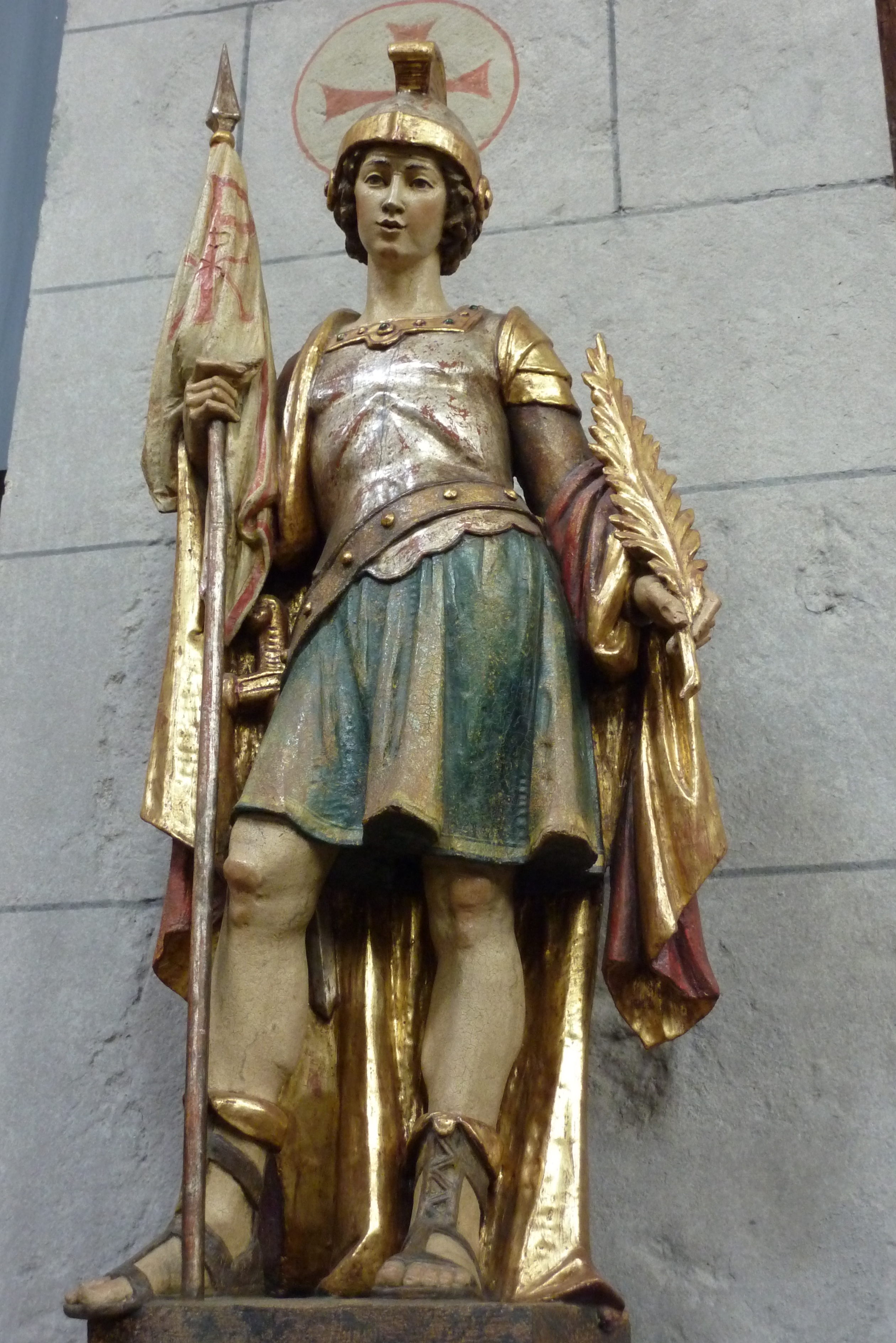
Talla a Oberbreisig, s. XX
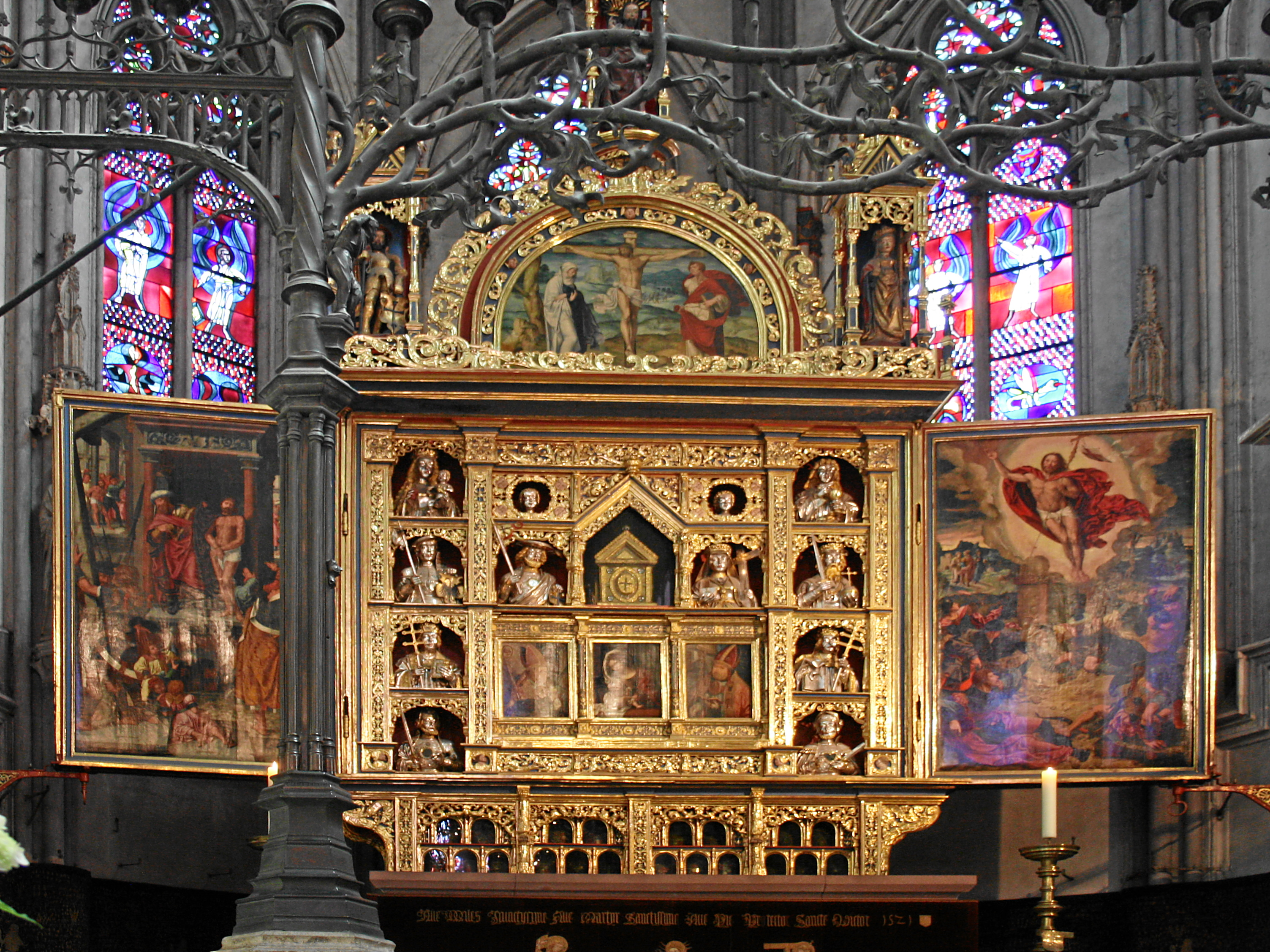
Altar de la catedral de Xanten, amb el reliquiari del sant
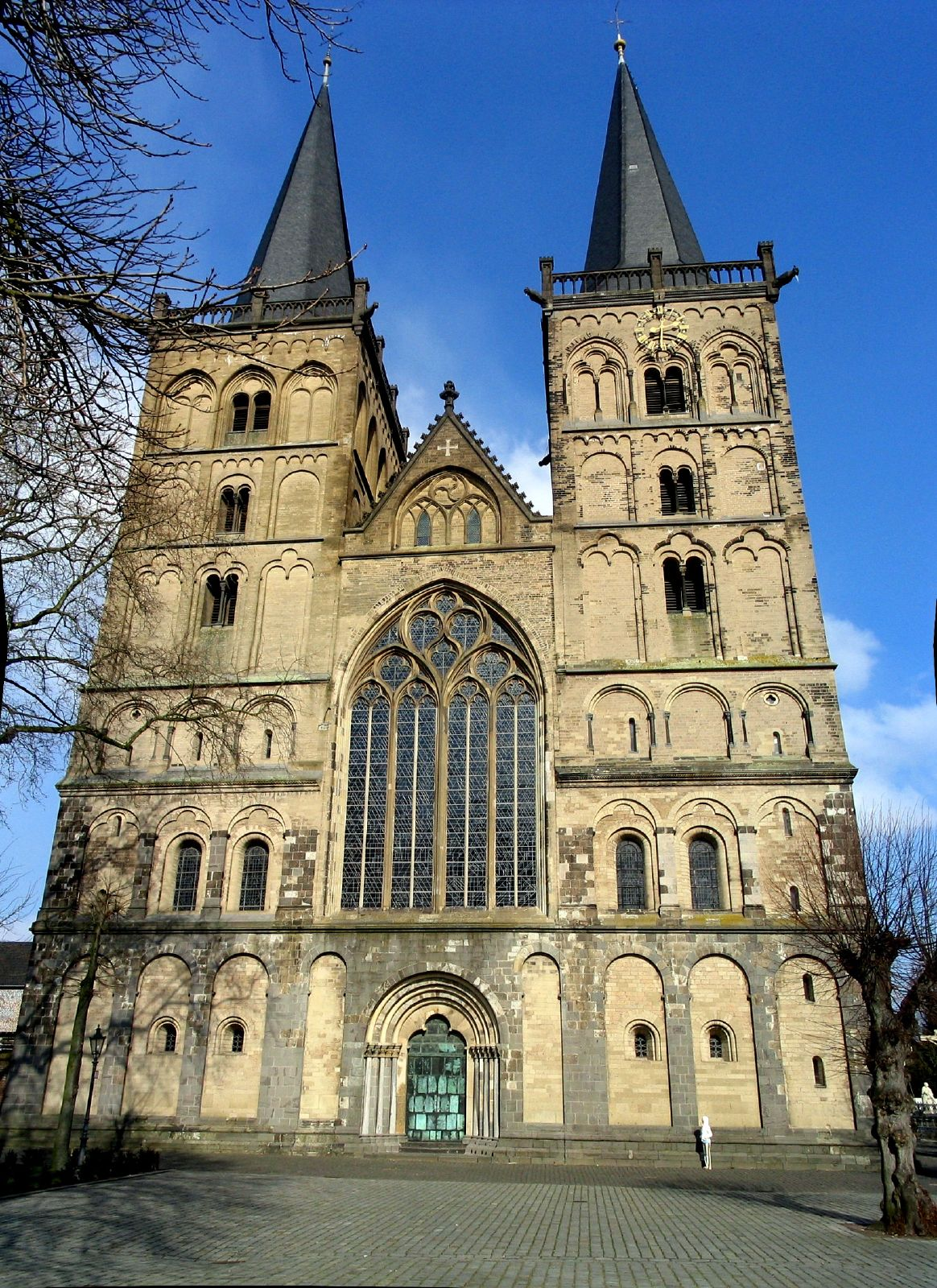
Catedral de Xanten
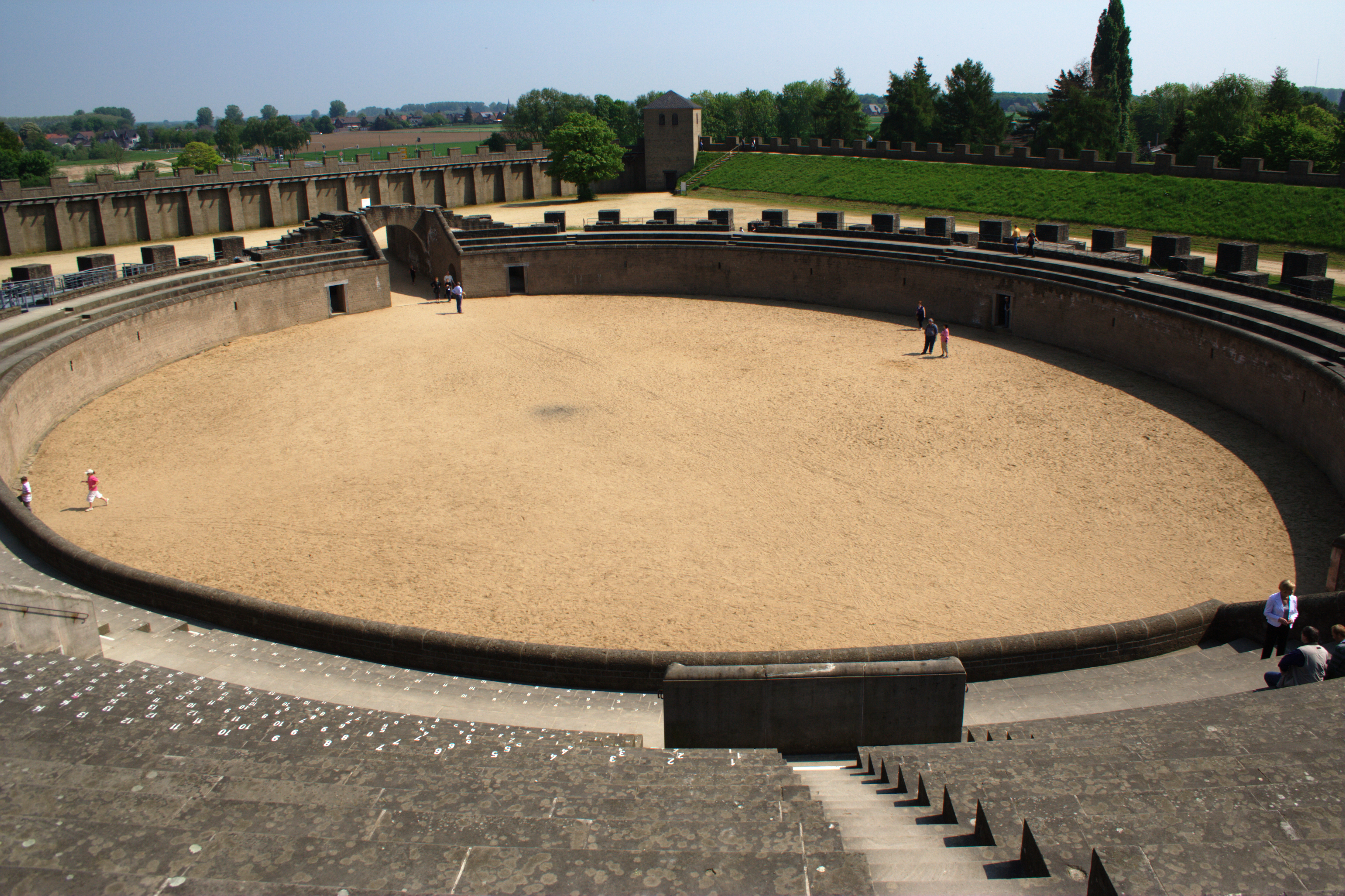
Amfiteatre romà de Xanten, lloc de la mort del sant